# Deutsche Tourenwagen-Meisterschaft
Deutsche Tourenwagen-Meisterschaft (DTM; Німецький кузовний чемпіонат) — німецький чемпіонат з кузовних гонок, що проводився в 1984—1996 роках. У свою чергу, у 2000 році чемпіонат відродився як нинішній DTM (Deutsche Tourenwagen Masters), через що старий чемпіонат також може називатися «старий DTM». 

## Історія виникнення
Чемпіонат зародився, коли його попередник — чемпіонат DRM (нім. Deutsche Rennsport Meisterschaft), змінив філософію, ставши чемпіонатом спортпрототипів групи C. Нові машини були дорожче ніж колишні, Групи 5, і до того ж ще й досить рідкісні. Тоді Головна комісія по автоспорту Німеччини (ONS) вирішила проводити окремий чемпіонат для колишніх учасників нижчого дивізіону (колишня група 2, модифіковані дорожні автомобілі, що підпадають під нову Групу А). Було вирішено проводити змагання за правилами Європейської кузовної першості, без поділу учасників на класи, так що переможцем ставав той, хто першим перетинав лінію фінішу.

## 1984—1992: Головний кузовний чемпіонат Німеччини

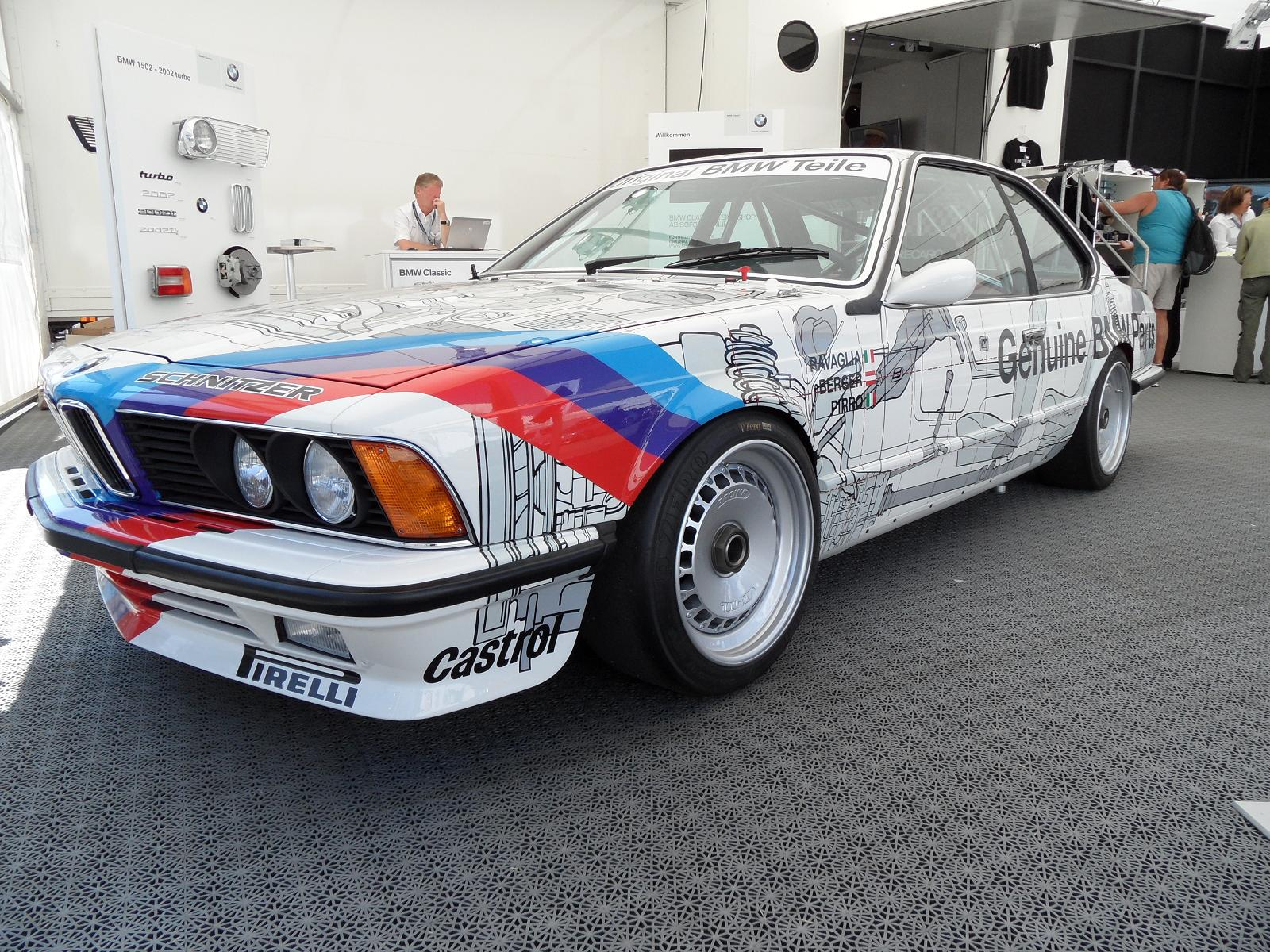
BMW E24 635 CSi

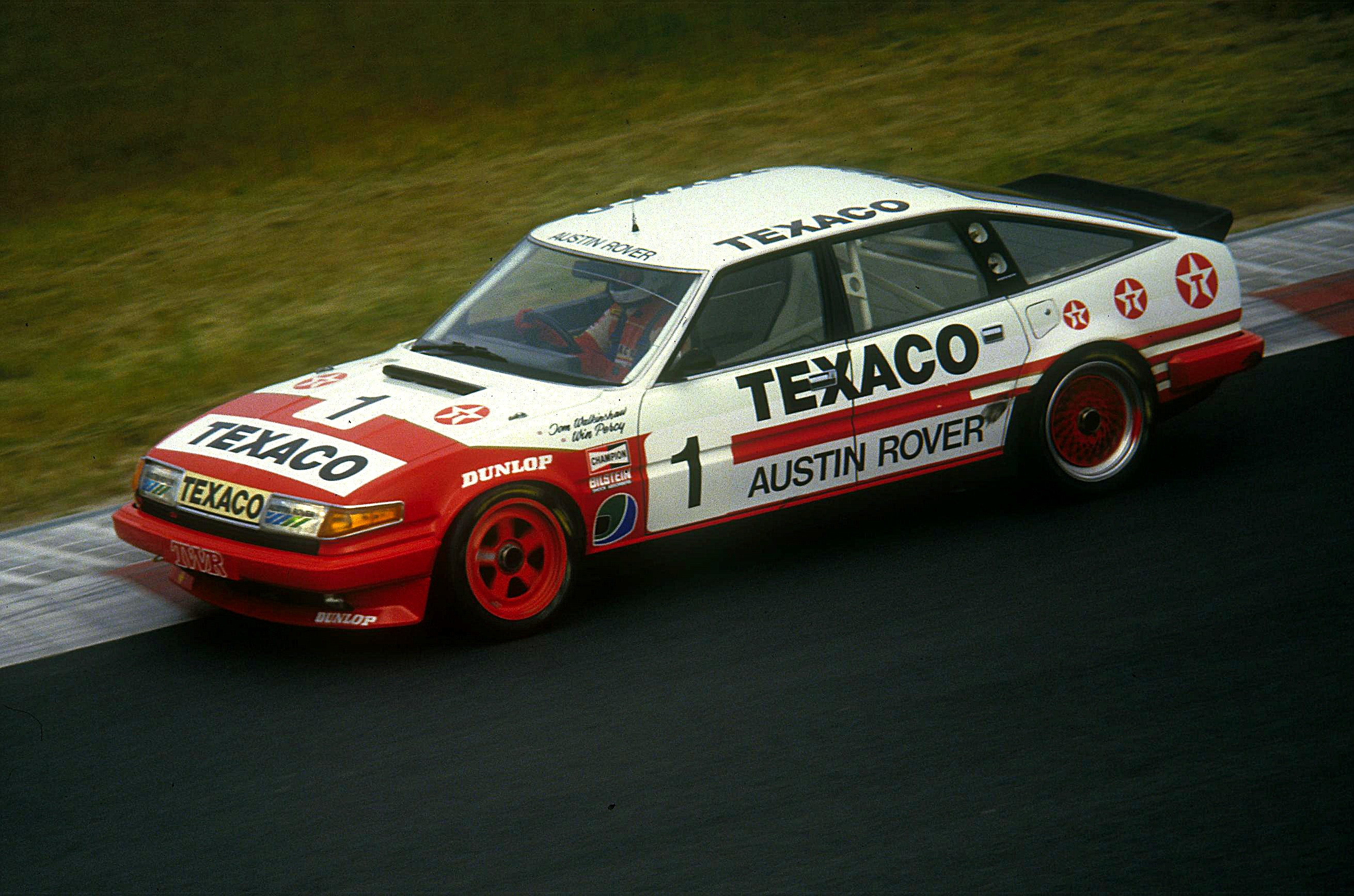
Rover SD1 Vitesse на Нюрбургрингу, 1985 рік

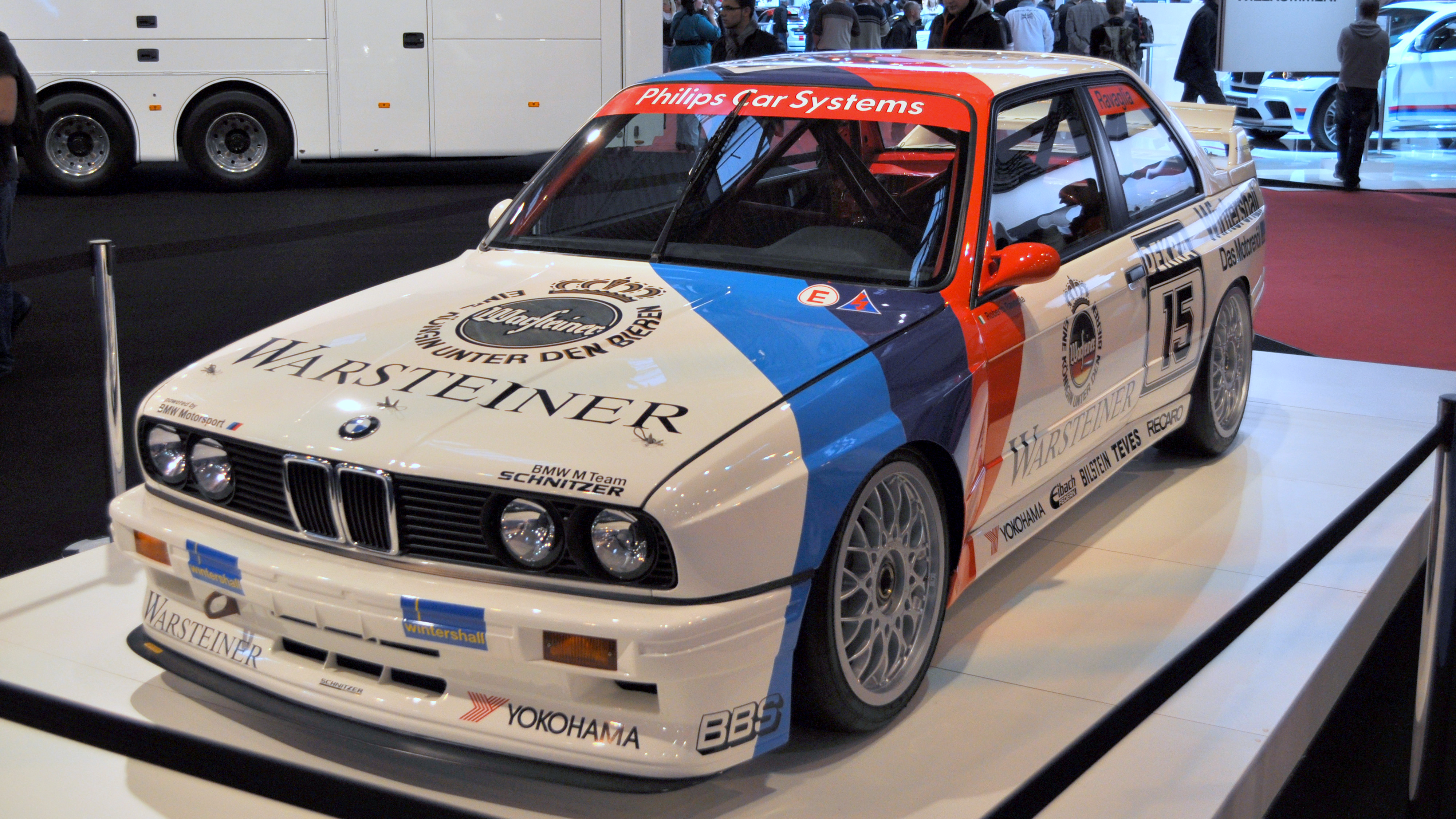
BMW M3 Групи A від Zakspeed DTM, 1987 рік

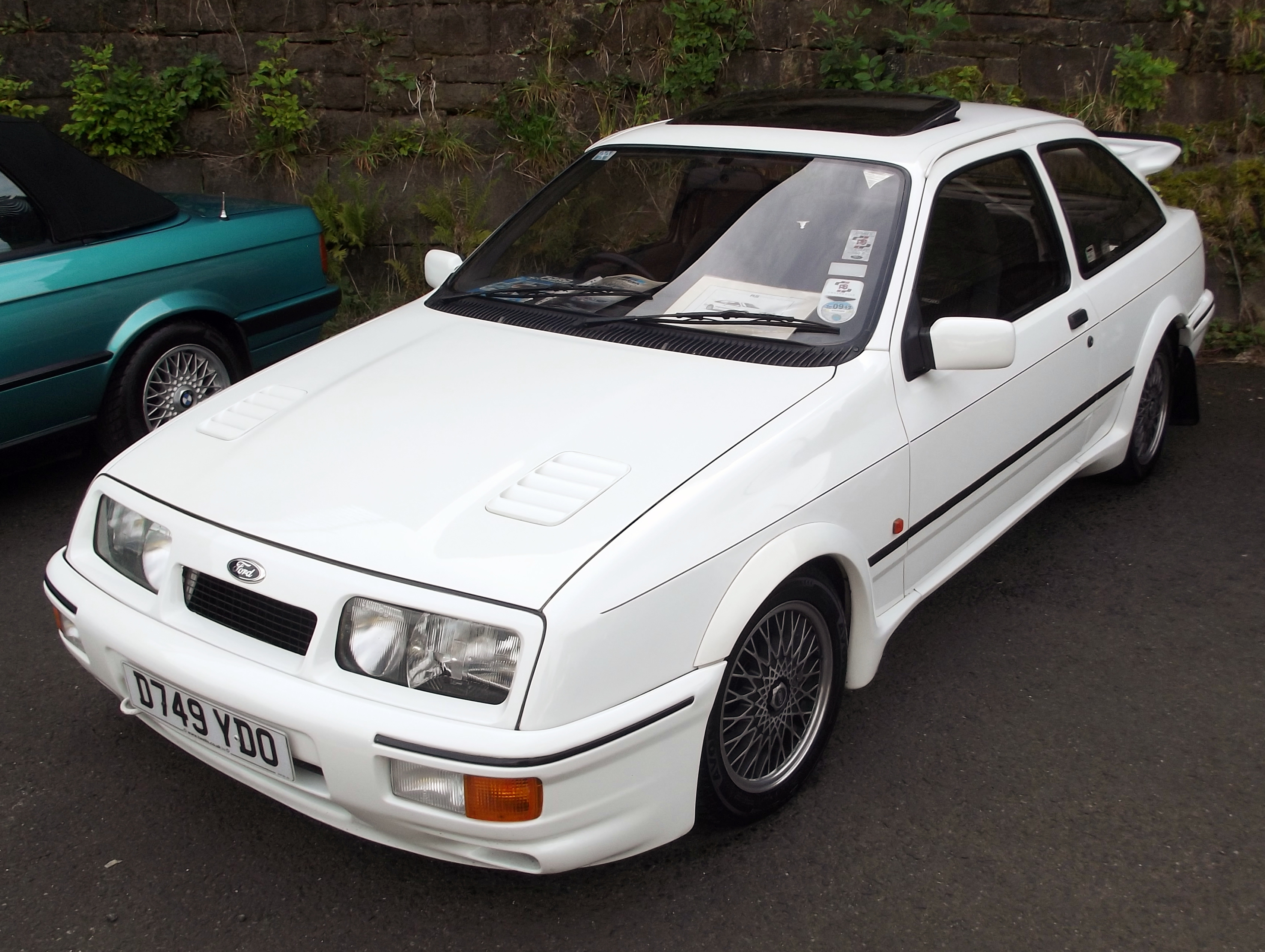
Дорожня версія Ford Sierra RS500 Cosworth, 1987 рік

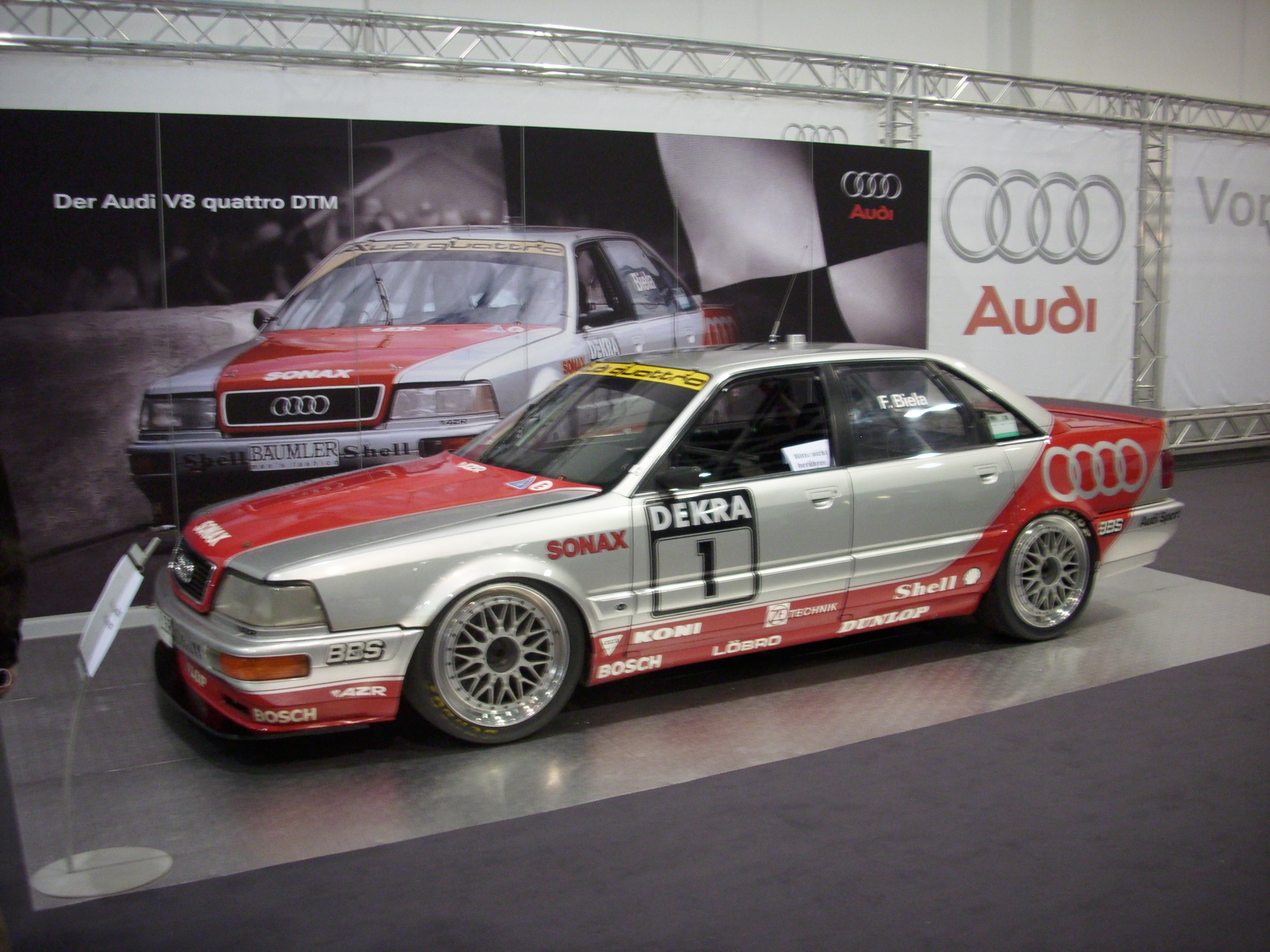
Audi V8 DTM

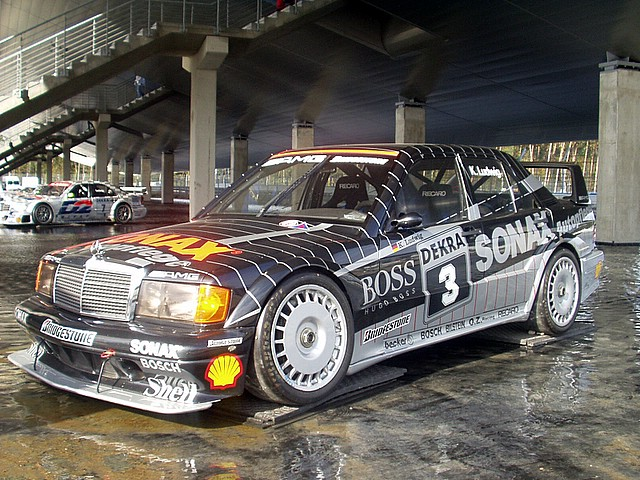
Чемпіонський Mercedes 190 Evo-II Клауса Людвіга, 1992 рік

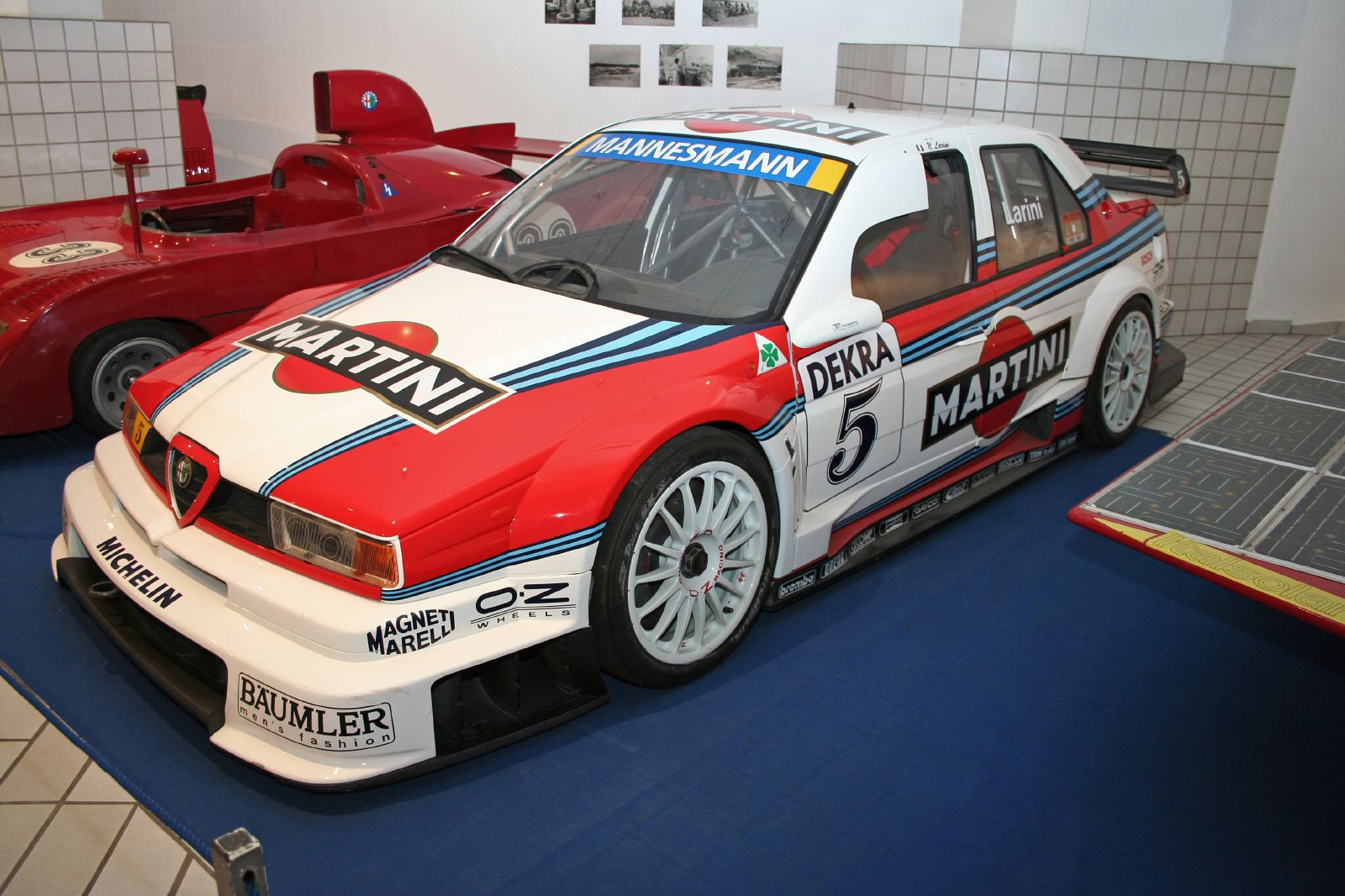
Alfa Romeo 155 V6 TI Николи Ларіні команди Мартіні Рейсінг сезону DTM 1996 року в Автомобільному Музеї Турину.

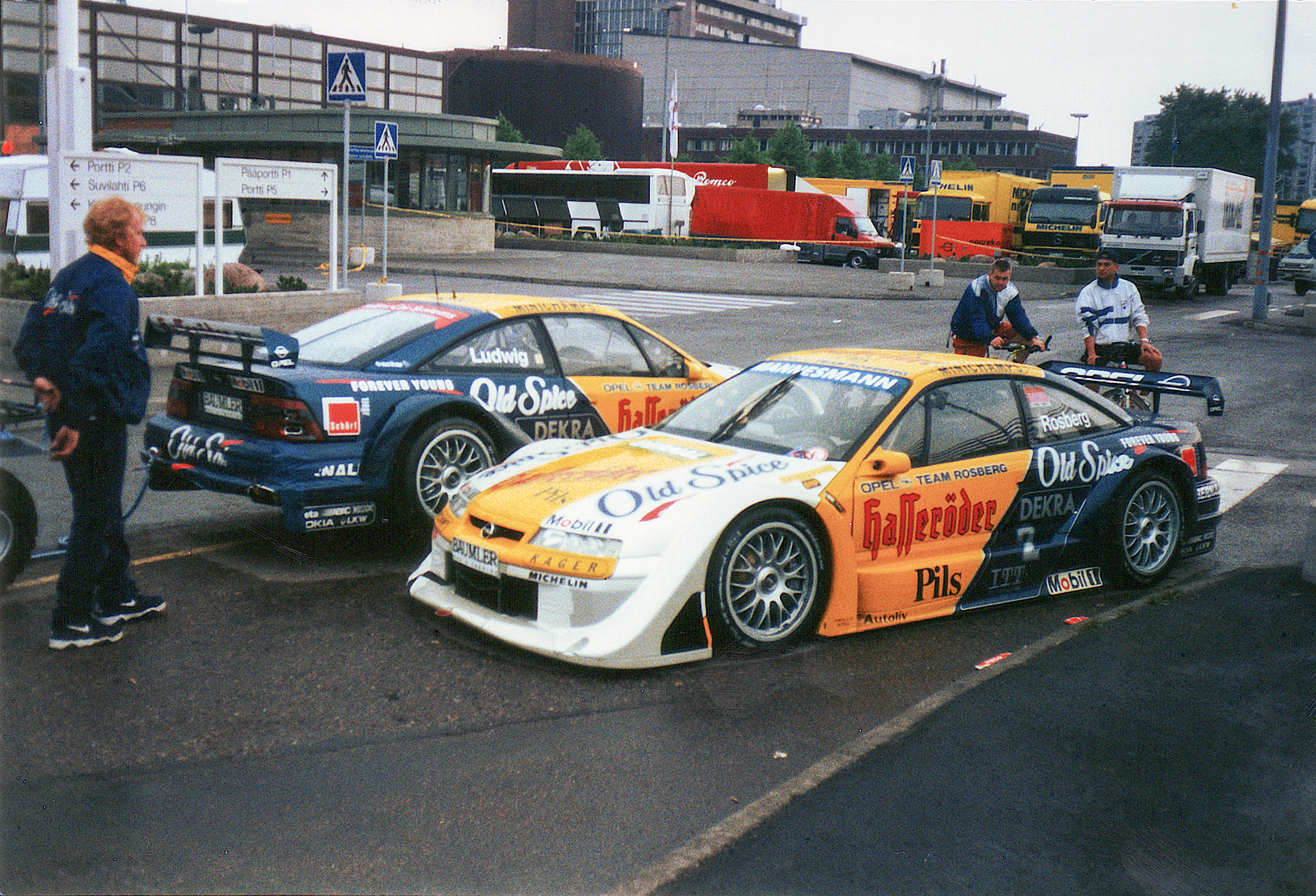
Opel Calibra V6 DTM

### 1984—1985. DPM (Deutsche Produktionswagen Meistershaft)
Уже перший сезон DPM охарактеризувався великим числом учасників. Було представлено 7 моделей, здатних боротися за перемогу — Rover Vitesse, BMW 325, BMW 635 CSi, Alfa Romeo GTV6, Volvo 240 Turbo, Chevrolet Camaro і Ford Capri — не рахуючи інших. Окремі етапи виступали і відомі пілоти, такі як Ганс-Йоахім Штук, Манфред Вінкельхок і Леллем Ломбарді.
Найперша гонка стартувала в Бельгійському Золдері, а виграв її П'єр Стуресон на Volvo 240 Turbo. Дебютний сезон 1984 виграв Фолькер Штріцек на BMW 635, незважаючи на те, що він не здобув жодної перемоги — щільна очкова система і стабільно високі фініші дозволили зробити це, випередивши Харальда Грохса з 5 перемогами. Чемпіон 1985 року — П'єр Стуресон на Volvo 240 Turbo — став чемпіоном, здобувши лише одну перемогу.

### 1986. Прихід ITR і народження DTM
31 травня 1986 року управління чемпіонатом бере на себе ITR, очолювана Гансом-Вернером Ауфрехтом, керівником AMG, і таким чином чемпіонат офіційно перейшов під крило Mercedes-Benz, змінивши назву на DTM — Deutsche Tourenwagen Meistershaft. Заводську команду Mercedes-Benz змінила приватна Marko, але вона як і раніше мала найдосконалішу техніку.
Втім, Mercedes-Benz не один розпоряджався новим чемпіонатом — другою людиною в ньому був Буркард Бовензіпен, власник відомої фірми Alpina, наближеною до BMW. Сама BMW, в особі своїх заводських команд Alpina і Zakspeed, прийшла в наступному році. У 1989 році введені правила Групи А для «еволюційних серій», більш пристосованих для гонок. BMW М3 і Mercedes-Benz 190 обзавелися[що?] «еволюційною» серією і поступово гонки стали змаганням Mercedes-Benz і BMW. Гонщик Zakspeed Ерік ван де Поель відразу ж став чемпіоном, хоч і не здобув жодної перемоги.
У 1989 році гонки DTM стали показуватися в прямому ефірі, і серія отримала трьох нових великих спонсорів — Dekra, Telcon, Diadora.

### Проблема Турбонаддуву
У 1985 році переміг автомобіль з турбодвигуном — за правилами групи А категорії наддувних двигунів були менше на 1,4. Однак це правило давало їм перевагу, і в Ф1, наприклад, коефіцієнт становив 2. Тоді організатори збільшили коефіцієнт до 1,7, додали систему вагових гадікапsв[що?] (до гонки в АФУСі вага машини перевищувала півтори тонни) і рестріктори. Але в 1988 р переміг Клаус Людвіг на Ford Sierra Cosworth з турбокомпресором — Cosworth збільшив потужність двигуна з 350 до 500 к.с. Не знайшовши надійного способу зрівняти турбомотри з атмосферними двигунами, до 1991 року їх заборонили, але Ford пішов вже в 1990 р

### 1990. Прихід Audi V8
Слідом за відходом Ford в чемпіонат прийшла Audi 100, оснащена повним приводом і двигуном V8 робочим об'ємом 3,6 л (більш ніж на 100 к.с. Могутніше конкурентів з рядними «четвірками» в 2,5 л). Mercedes-Benz і BMW нічого не могли їм протиставити в Хоккенхаймі і АФУСі, швидкісних трасах, відіграючись лише на звивистих трасах типу Золдер. ITR був змушений збільшувати масу автомобіля, але це вже йшло врозріз з духом регламенту, говорити про змагання серійних автомобілів.
Ця гонка озброєнь супроводжувалася постійним зростанням витрат. Якщо «еволюційні» версії Mercedes-Benz і BMW в 1988 р коштували по 165 тис. марок, то турбонаддувні Ford Sierra — до півмільйона. До початку 1990-х років провідні команди, типу AMG, витрачали по 250 тис. тільки на одну гонку. Витримувати гонку витрат допомагали спонсори, які постійно прибувають. Однак приватним командам це не допомагало — якщо на фінальну гонку 1988 року заявилося 46 автомобілів, то в 1992 року — лише 27.

## 1993—1996: Клас 1 і «золоті роки» DTM

### Кінець Групи А
Через постійне зростання витрат і безперервного спору з приводу регламенту чемпіонат вирішили покинути Audi та BMW. Раніше чемпіонат вже покинули Ford (1990 р.) і Opel (в 1992 р.). Оскільки основними учасниками чемпіонату були Mercedes-Benz, Audi та BMW, це загрожувало загибеллю чемпіонату в 1993 році.
У 1992 році, щоб підняти інтерес до DTM були випущені вимоги до нового Класу 1, в яких допускалася широка модифікація автомобіля (широке застосування вуглепластиків, спеціальні двигуни, трансмісія і підвіска), що робила його фактично силует-прототипом. Колишні учасники були поміщені в Клас 2, потім виділилися в окремий Німецький Супертурінговий Чемпіонат (STW).
Першою на нові вимоги відгукнулася Alfa Romeo, яка представила повнопривідну Alfa Romeo 155, з двигуном V6 2,5 л, який видавав до 500 к.с. при 11000 об/хв. Машина була забезпечена останніми електронними новинками, розробленими командою Ф1 Феррарі, але вже потрапили під заборону. Це дало привід італійським журналістам назвати нову машину «Формулою 1 під кузовом». Ранній дебют став запорукою успіху машини, і сезон-1993 залишився за Альфою.
В кінці сезону 1993 року в чемпіонат прийшов Opel з повнопривідної калібру. Раніше в DTM вже виступали Opel Kadet Групи А. За команду виступали досвідчені Мануель Рейтер і Кеке Росберг. У 1994 р на виїзний гонці в Донінгтоні Мануель Рейтер домігся першої перемоги для Opel, однак серйозні успіхи в чемпіонаті прийшли лише в 1996 р
Mercedes-Benz представив свою задньопривідну модель на базі С-класу в 1994 році. Ці три марки і склали основу зльоту популярності DTM в 1993-1996 року. Причому, заводські команди повністю домінували в гонках, залишаючи приватників з Класу 2 в самому низу фінішних протоколів.

### 1995—1996: FIA ITC і її крах
Зростання популярності DTM привів до збільшення числа виставкових гонок, що проходили по всій Європі. У надії ще більше збільшити популярність керівництво серії звернулося за допомогою до FIA, передавши їй чималу частину прав, не тільки щодо спортивної сторони питання, але й комерційної. FIA об'єднала їх в 1995 року в окрему серію ITC (International Touringcar Series), а в 1996 році весь чемпіонат був проведений під егідою ITC, були додані етапи в Бразилії і Японії. Однак настільки далекі вояжі не спричинили ентузіазму у багатьох команд, так само як у Opel і Alfa Romeo, чиї машини в Японії і Бразилії (у Alfa Romeo) не продавалися.
Нова зміна регламенту дозволила командам ще більші переробки автомобіля, включно із застосуванням суто гоночної підвіски, внаслідок чого вартість машин знову поповзла вгору, досягнувши у Alfa Romeo 650 тис. доларів. І це при тому, що керівництво FIA питаннями фінансів призвело до того, що велика частина доходів стала відходити їй, а не командам, які не отримують віддачі від все зростаючих витрат.
Багато виїзні етапи мали погану відвідуваність — так, на гонку в Маньї-Курі прийшло всього 16 тис. осіб, бо FIA також подвоїла вартість квитків і скоротила спілкування з пілотами в паддоку. Ще більшим ударом для серії було бажання FIA підвищити ціни на права на показ для ТВ, від DTM відмовився Eurosport, і більшість європейських країн, тільки в Німеччині, Італії та Фінляндії ще можна було побачити гонки в прямому ефірі.
У підсумку Opel і Alfa Romeo вирішили проігнорувати виїзні етапи і FIA пригрозила санкціями, на що команди відповіли відмовою від участі в серії. Після відмови Opel і Alfa Romeo в чемпіонаті залишався лише один Mercedes-Benz, FIA оголосила, що якщо на місце Opel і Alfa Romeo прийдуть два інших виробника, то чемпіонат збережеться, але охочих не знайшлося. На сезон 1997 року було вирішено гонки не проводити.
Під кінець історії DTM Opel нарешті домігся успіху. Чемпіоном 1996 року став Мануель Ройтер, який виступав на Opel Calibra.
Після припинення чемпіонату його учасники стали обмірковувати шляхи відродження серії, і в 2000 році стартував новий чемпіонат — Deutsche Tourenwagen Masters.

## Гонщики
З метою підвищення привабливості чемпіонату ITR прагнула залучити іменитих пілотів, з самих різних сфер автоспорту - Ф1, кузовні гонки, гонки спорткарів. Так прикрасою DTM стали Ганс-Йоахім Штук, який отримував в кінці 80-х до мільйона марок зарплати, Джонні Чекотто, «Король» Клаус Людвіг, Жак Лаффіт, Роберто Равалья, Юркі Ярвілехто, Вальтер Рьорль. У 1992 році в серію прийшов і чемпіон світу в класі Ф1 1982 року Кеке Росберг. Втім, гонщики і самі вважали за честь потрапити в чемпіонат, де навіть рядові пілоти отримували по 250-300 тисяч марок на рік.
Також серія дала старт багатьом згодом знаменитим гонщикам — Даріо Франкітті, Джанкарло Фізікелла, Тоні Канаану.
Примітно, на першій гонці в Хоккенхаймі 24 травня 1992 року за кермом Mercedes-Benz перемогла Елен Лор. Два етапи (в Норісринг і Діпхольц) за кермом Мерседеса в DTM виступав і молодий Міхаель Шумахер в 1991 році, проте серйозних результатів не показав (2 зходи, 14-те і 25-те місце). А в 1996 р в Сільверстоуні виступив Хуан-Пабло Монтойя, але зійшов в обох гонках.

## Траси
Основу календаря ДТМ становили німецькі траси, але так як зі стаціонарними трасами в Німеччині справи йшли не дуже добре, то чемпіонат виїжджав і за кордон. Так перша гонка (і взагалі відкривають гонки сезону, до 1994 р) пройшла на бельгійському Золдері.
Крім класичних Нюрбургринга (причому, DTM був першим хто відкрив нове кільце Гран-Прі в 1984 р, використовувалися й інші конфігурації) і Гоккенхайма (також в різних конфігураціях), ДТМ виступав на тимчасових міських трасах Норісринг і АФУС, тимчасових аеродромних трасах (flugplatzrennen) Діпхольц, Мюнсторф і Майнц-фінти. З 1988 р один етап проводився на Північній Петлі, причому для отримання заліку її довелося пройти всього 4 рази.

## Техніка

### Група А
У новий чемпіонат допускалися автомобілі Групи А (модифіковані серійні автомобілі, колишня Група 2). За правилами Групи А виробник повинен був випустити не менше 2500 автомобілів, щоб вони вважалися серійними. Але разом з тим була залишена лазівка, що сам гоночний автомобіль може бути побудований на базі особливої «еволюційної» модифікації, випущеної партією не менше 501 шт. Втім, машини «еволюційних» партій знаходили збут у колекціонерів і ентузіастів.
Сама Група А ділилася на 3 класу - до 1600см³, 1600-2500см³, і понад 2500см³. Сили машин зрівнювалися різним мінімально допустимим вагою і різною допустимої шириною шин. Турбокомпресорні двигуни перераховувалися з коефіцієнтом 1,4 (тобто прирівнювалися до атмосферних двигунів з обсяг в 1,4 рази більше).
При цьому незважаючи на «серійний» характер машин вони були аж ніяк не слабкі. Так, доведений Косворт Мерседес 190 Ево2, маючи в «цивільному» виконанні понад 200 л. с., в гонці розвивав до 370 к. с. при 9500 об / хв, досягаючи 100 км / год за 4,5 с. Багажник машин прикрашали величезні антикрила.
Крім того, автомобілі ДТМ групи А неодноразово (1988, 1989, 1990, 1992, 1993 рр.) Стартували в 24 годинах Нюрбургрингу, завжди показуючи видатні результати.

### Клас 1
Нові правила Класу 1 примусово зрівнювали всіх учасників, дозволяючи створювати фактично силует-прототипи, подібно колишньої Групі 5. Машини повинні були мати безнаддувні двигуни не більше 6 циліндрів і не більше 4 клапанів на циліндр, при 2,5 л робочого об'єму, блок циліндрів повинен вироблятися серійно, але не обов'язково для бере участь в гонках моделі. Дозволялася необмежена доведення, що дозволяло мати потужність 420-500 л. с. при 10-11 тис. об / хв (Опель і Альфа Ромео воліли схему V6, що дозволяло мати віддачу 420-425 і 425-450 к. с. відповідно, а Мерседес використовував більш спритні рядні двигуни, які розвивали 450-500 к. с .). Тип трансмісії і раніше не обмежувався і Альфа-Ромео з Опелем воліли повнопривідні машини, тоді як Мерседеси зберігали заднеприводную компоновку. Також не регламентувалися електронні системи допомоги водієві - електронно-керовані диференціали, АБС, системи «трекшн-контролю». Кузовні роботи обмежувалися збереженням вигляду машини, але дозволялося повністю замінювати матеріали. Аеродинамічні елементи обмежувалися по висоті ліній проходить через осі коліс, крім заднього антикрила. Маса встановлювалася ONS і становила 1000 кг для Мерседес і 1040 кг для Опеля і Альфа Ромео. З 1995 р дозволено використання підвісок, не пов'язаних з серійними зразками, в результаті команди перейшли до чисто гоночному варіанту - подвійний поперечний важіль з рухомої штангою.
Правила Класу 1 не були прийняті більше ніде, крім ДТМ, але самі машини час від часу допускалися в італійський супертурінг і різні довгі гонки, як наприклад 1000 миль Інтерлагос. Всього за правилами було побудовано лише три машини - Mercedes-Benz C-class, Alfa-Romeo 155 V6, Opel Calibra V6.

## Гонки
В ході одного етапу могла тривати й одну і дві гонки. При цьому одна дистанція однієї гонки становила 100-110 км, а якщо етап складався з двох гонок, то 50-75 км. Бали нараховувалися за системою 20-18-16-15-14-13-12-11-10-9-8-7-6-5-4-3-2-1. З 1986 р всі етапи стали складатися з однієї 100 км гонки.
З 1988 р етап став складатися з 2 гонок по 100 км. Перша називалася кваліфікаційної, друга основний. Бали нараховувалися за обидві гонки по системі 20-15-12-10-8-6-4-3-2-1. Старт основний гонки здійснювався за результатами кваліфікаційної.
Старт здійснювався з ходу. Піт-стопи по ходу гонки не передбачалися, також не передбачалася дозаправка між гонками.

## Чемпіони DPM/DTM/ITC 1984—1996
| Год        | 1-й                                             | 2-й                                            | 3-й                                              |
| ---------- | ----------------------------------------------- | ---------------------------------------------- | ------------------------------------------------ |
| 1996 (ITC) | Мануэль Рейтер Joest Racing Opel Calibra        | Бернд Шнайдер AMG Racing Mercedes-Benz C-Class | Алессандро Нанніні Alfa Corse Alfa Romeo 155     |
| 1995 (ITC) | Бернд Шнайдер AMG Racing Mercedes-Benz C-Class  | Ян Магнуссен AMG Racing Mercedes-Benz C-Class  | Дарио Франкітті AMG Racing Mercedes-Benz C-Class |
| 1995 (DTM) | Бернд Шнайдер AMG Racing Mercedes-Benz C-Class  | Йорг ван Оммен Zakspeed Mercedes-Benz C-Class  | Клаус Людвиг Team Rosberg Opel Calibra           |
| 1994       | Клаус Людвіг AMG Racing Mercedes-Benz C-Class   | Йорг ван Оммен Zakspeed Mercedes-Benz C-Class  | Нікола Ларіні Alfa Corse Alfa Romeo 155          |
| 1993       | Никола Ларини Alfa Corse Alfa Romeo 155         | Роланд Аш AMG Racing Mercedes-Benz 190E        | Бернд Шнайдер AMG Racing Mercedes-Benz 190E      |
| 1992       | Клаус Людвиг AMG Racing Mercedes-Benz 190E      | Курт Тиим Zakspeed Mercedes-Benz 190E          | Бернд Шнайдер AMG Racing Mercedes-Benz 190E      |
| 1991       | Франк Била AZR Audi V8                          | Клаус Людвіг AMG Racing Mercedes-Benz 190E     | Ганс-Йоахім Штук SMS Competition Audi V8         |
| 1990       | Ганс-Йоахім Штук SMS Competition Audi V8        | Джонні Чекотто Schnitzer Motorsport BMW M3 Evo | Курт Тіім AMG Racing Mercedes-Benz 190E          |
| 1989       | Роберто Равалья Schnitzer Motorsport BMW M3 Evo | Клаус Нидзвидж Eggenberger Ford Sierra RS500   | Фабьен Жиро Schnitzer Motorsport BMW M3 Evo      |
| 1988       | Клаус Людвиг Grab Racing Ford Sierra RS500      | Роланд Аш BMK Mercedes-Benz 190E               | Армин Хан Wolf Concept Ford Sierra RS500         |
| 1987       | Эрик ван де Поэль Zakspeed BMW M3               | Мануэль Рейтер Ringshausen Ford Sierra RS500   | Марк Гензель Zakspeed BMW M3                     |
| 1986       | Курт Тиим Nickel Racing Rover Vitesse           | Фолькер Вайдлер RSM Marko Mercedes-Benz 190E   | Курт Кёниг Maass BMW M3                          |
| 1985       | Пер Стуресон IPS Volvo 240 Turbo                | Олаф Мантей Nickel Racing Rover Vitesse        | Гаральд Грохс Obermaier BMW 635CSi               |
| 1984       | Фолькер Штріцек Gubin Sport BMW 635CSi          | Олаф Мантей Nickel Racing Rover Vitesse        | Гаральд Грохс Vogelsang BMW 635CSi               |